# Baraszki (obwód witebski)
Baraszki – dawna wieś. Tereny, na których leżała, znajdują się obecnie na Białorusi, w obwodzie witebskim, w rejonie miorskim, w sielsowiecie Zaucie.

## Historia
W czasach zaborów w powiecie dzisieńskim, w guberni wileńskiej Imperium Rosyjskiego. Pod koniec XIX wieku należała do dóbr Ponisowo, własność Korzeniewskich.
W latach 1921–1945 wieś leżała w Polsce, w województwie wileńskim, w powiecie dziśnieńskim, w gminie Mikołajów.
Według Powszechnego Spisu Ludności z 1921 roku zamieszkiwały tu 44 osoby, 11 były wyznania rzymskokatolickiego a 33 prawosławnego. Jednocześnie 41 mieszkańców zadeklarowało polską a 3 białoruską przynależność narodową. Było tu 10 budynków mieszkalnych. W 1931 w 9 domach zamieszkiwało 43 osoby.
Wierni należeli do parafii prawosławnej w Dziśnie i rzymskokatolickiej w Mikołajowie Dziśnieńskim. Miejscowość podlegała pod Sąd Grodzki w Dziśnie i Okręgowy w Wilnie; właściwy urząd pocztowy mieścił się w Dziśnie.